# Ahmed Rashed
Ahmed Rashid Sultan Alkhabail Al Mehrezi, noto semplicemente come Ahmed Rashed (in arabo أحمد راشد‎?; Fujaira, 19 gennaio 1997), è un calciatore emiratino, difensore dell'United FC .

## Palmares

### Competizioni nazionali
- UAE Super Cup: 2

Al-Wahda: 2017, 2018
- UAE Arabian Gulf Cup: 2

Al-Wahda: 2015-16, 2017-18
- Coppa del Presidente degli Emirati Arabi Uniti: 1

Al-Wahda: 2016-2017